# Pochidia
Pochidia è un comune della Romania di 1 854 abitanti, ubicato nel distretto di Vaslui, nella regione storica della Moldavia. 
Il comune è formato dall'unione di 4 villaggi: Borodești, Pochidia, Satu Nou, Sălceni.
Pochidia è divenuto comune autonomo nel 2004, staccandosi dal comune di Tutova.